# Rock Sound
Rock Sound é uma revista britânica com foco em música alternativa. A revista é mais considerada "underground" e menos comercial que as demais, mas dá espaço as bandas e artistas mais conhecidos também.

## História
A edição do Reino Unido da Rock Sound (também conhecida como ROCKSOUND) foi lançada oficialmente em março de 1999 pelo agência editora francesa Freeway, que já havia lançado uma revista parecida na França. A revista foi então comprada pelo seu diretor, Patrick Napier, em dezembro de 2004. Os escritórios das revistas ficam em Londres. Títulos separados com o mesmo nome foram publicados sob a mesma empresa guarda-chuva na França desde 1993, e na Espanha desde 1998.
A revista é conhecida por incluir um CD grátis na maioria das edições, que traz faixas de novos álbuns de bandas que não foram lançadas como singles. Eles agora são normalmente chamados de '100% Volume' ou 'The Volumes', mas no passado as compilações também eram chamadas de 'Music With Attitude', 'Bugging Your Ears!', 'Sound Check' e 'Punk Rawk Explosion'.[carece de fontes?] Às vezes, álbuns inteiros são incluídos com a revista, especialmente de bandas que querem ganhar exposição, incluindo o álbum de estreia do Futures, The Holiday em março de 2010, e o álbum de estreia do Burn The Fleet, The Modern Shape em maio de 2012.
A primeira edição foi publicada em abril de 1999. A edição 2 apresentava a banda britânica Reef na capa, e as edições posteriores 3 e 8 apresentavam Terrorvision e Foo Fighters, respectivamente. Em julho de 2011, uma série de artigos "Através dos Anos" foram escritos para comemorar a 150ª edição da revista. 2017 testemunhou o primeiro Rock Sound Awards anual, onde £ 1 de cada pacote de revistas vendido foi doado ao One More Light Fund em memória de Chester Bennington.

## Audiência
| Ano  | Público |
| ---- | ------- |
| 2009 | 16.374  |
| 2010 | 15.005  |
| 2011 | 14.227  |
| 2013 | 13.220  |
| 2015 | 13.924  |
| 2016 | 14.057  |

A revista teve tiragem de 15.005 de janeiro a dezembro de 2010 auditada pela ABC. Isso inclui 10.162 vendas no Reino Unido e Irlanda, e 4.843 de outros países. O mesmo órgão de auditoria disse que a revista teve uma circulação ligeiramente inferior de 14.227 de janeiro a dezembro de 2011, com vendas de 10.053 do Reino Unido e Irlanda, e 4.174 de outros países. A maioria das vendas vem de newstrade, com algumas provenientes de assinaturas.[carece de fontes?]

## Álbum do Ano
No final de cada ano, a revista lista seus 75 álbuns favoritos lançados nos últimos 12 meses.
- 1999 – Filter – Title of Record[14]
- 2000 – A Perfect Circle – Mer de Noms
- 2001 – System of a Down – Toxicity
- 2002 – Isis – Oceanic
- 2003 – Hell Is for Heroes – The Neon Handshake
- 2004 – Isis – Panopticon
- 2005 – Coheed and Cambria – Good Apollo, I'm Burning Star IV, Volume One: From Fear Through the Eyes of Madness
- 2006 – The Bronx – The Bronx
- 2007 – Biffy Clyro – Puzzle
- 2008 – Genghis Tron – Board Up the House
- 2009 – Mastodon – Crack the Skye
- 2010 – Bring Me the Horizon – There Is a Hell Believe Me I've Seen It. There Is a Heaven Let's Keep It a Secret
- 2011 – Mastodon – The Hunter
- 2012 – The Menzingers – On the Impossible Past
- 2013 – letlive – The Blackest Beautiful
- 2014 – Lower Than Atlantis – Lower Than Atlantis
- 2015 – Bring Me the Horizon – That's the Spirit
- 2016 – Panic! at the Disco – Death of a Bachelor
- 2017 – All Time Low – Last Young Renegade
- 2018 – Twenty One Pilots – Trench
- 2019 – Waterparks - Fandom

## Vendagem
Rock Sound vendeu entre julho e dezembro de 2008 algo em torno de 20,011 cópias, com um público de leitores de aproximadamente 74 mil pessoas.[carece de fontes?]